# Стефанос Евангелу
Стефанос Евангелу (грец. Στέφανος Ευαγγέλου, нар. 5 грудня 1998, Афіни) — грецький футболіст, центральний захисник клубу «Шериф».

## Клубна кар'єра
Народився 5 грудня 1998 року в місті Афіни. Вихованець футбольної школи клубу «Паніоніос», а влітку 2015 року приєднався до «Панатінаїкоса».
15 січня 2017 року дебютував в грецькому чемпіонаті в поєдинку проти АЕКа, вийшовши в стартовому складі і провівши на полі весь матч. Всього за рідну команду провів 15 зустрічей в усіх турнірах.
У травні 2018 року уклав контракт з «Олімпіакосом», однак так і не зігравши жодного матчу, вже у серпні був відданий в оренду до «ПАС Яніна». Там за сезон Евангелу зіграв лише один раз у чемпіонаті та ще 4 рази в кубку Греції, а влітку 2019 року був відправлений в іншу оренду, в «Паніоніос», за який провів 18 ігор у Суперлізі 2019/20.
5 жовтня 2020 року Евангелу підписав контракт на два роки з польським клубом «Гурник» (Забже), але основним гравцем не став, зігравши за сезон лише 9 ігор у чемпіонаті і 2 гри у кубку, забивши 1 гол, тому 8 вересня 2021 року він покинув «гірників» за взаємною згодою.
14 вересня 2021 року підписав контракт із молдавським «Шерифом»

## Виступи за збірні
2014 року дебютував у складі юнацької збірної Греції, взяв участь у 31 іграх на юнацькому рівні за команди різних вікових категорій. Брав участь в чемпіонаті Європи 2015 року серед юнаків до 17 років у Болгарії, зігравши у всіх трьох матчах.
З 2017 року залучався до складу молодіжної збірної Греції, з якою зіграв у 15 іграх.

## Титули і досягнення
- Чемпіон Молдови (2):

«Шериф»: 2021-22, 2022-23
- Володар Кубка Молдови (2):

«Шериф»: 2021-22, 2022-23

## Статистика виступів

### Статистика клубних виступів
Станом на 31 серпня 2018 року
| Сезон                    | Команда                  | Чемпіонат                | Чемпіонат | Чемпіонат | Національний кубок | Національний кубок | Національний кубок | Континентальні кубки | Континентальні кубки | Континентальні кубки | Інші змагання | Інші змагання | Інші змагання | Усього | Усього |
| Сезон                    | Команда                  | Ліга                     | Ігор      | Голів     | Ліга               | Ігор               | Голів              | Ліга                 | Ігор                 | Голів                | Ліга          | Ігор          | Голів         | Ігор   | Голів  |
| ------------------------ | ------------------------ | ------------------------ | --------- | --------- | ------------------ | ------------------ | ------------------ | -------------------- | -------------------- | -------------------- | ------------- | ------------- | ------------- | ------ | ------ |
| 2015–16                  | «Панатінаїкос»           | СЛ                       | 0         | 0         | КГ                 | 0                  | 0                  | -                    | -                    | -                    | -             | -             | -             | 0      | 0      |
| 2016–17                  | «Панатінаїкос»           | СЛ                       | 7+1       | 0         | КН                 | 4                  | 0                  | ЛЄ                   | 0                    | 0                    | -             | -             | -             | 12     | 0      |
| 2017–18                  | «Панатінаїкос»           | СЛ                       | 2         | 0         | КН                 | 1                  | 0                  | ЛЄ                   | 0                    | 0                    | -             | -             | -             | 3      | 0      |
| Усього за «Панатінаїкос» | Усього за «Панатінаїкос» | Усього за «Панатінаїкос» | 10+1      | 0         |                    | 5                  | 0                  |                      | 0                    | 0                    |               | -             | -             | 15     | 0      |
| Усього за кар'єру        | Усього за кар'єру        | Усього за кар'єру        | 11        | 0         |                    | 5                  | 0                  |                      | 0                    | 0                    |               | -             | -             | 15     | 0      |